# ウインク (曲)
「ウインク」は、手越祐也の楽曲。4枚目の配信限定シングルとして2021年10月13日にフォーライフミュージックから発売。

## 概要
- 6か月連続配信プロジェクト第四弾。
- ハロウィンをテーマにしたレトロなテイストな楽曲。
- 独立後のリリースで初めて屋外ロケでMV撮影を行った。「ここで絶対に撮りたい！」と本人がロケ地を指定した[2]。

## 収録曲
1. ウインク
作詞：すりぃ
作曲：すりぃ

## リリース
2021年10月13日から配信リリース。品番はDISA-0305。